# Dallo
Dallo es un concejo del municipio de Barrundia, en la provincia de Álava, País Vasco (España).

## Toponimia
El nombre la población aparece con distintas denominaciones en la documentación antigua:  Daylo (1257) o ya Dallo (c. 1275, 1304, 1306, 1506 y 1510).  Dallo posiblemente derive de un antropotopónimo basado en el nombre personal Talius; la evolución habrá sido la siguiente:  alianu > Taliano> Daliano > Daliao > Dalio > Daljo > Dallo.

## Geografía física
Concejo enclavado en terreno accidentado, a 578 m de altitud, en la orilla izquierda del río Zadorra.

### Ubicación
| Noroeste: Audicana           | Norte: Larrea | Nordeste: Heredia         |
|                              |               | Este: Zuazo de San Millán |
| Suroeste: Echávarri-Urtupiña | Sur: Arrieta  | Sureste: Ezquerecocha     |

## Historia
Hacia mediados del siglo XIX, el lugar, ya por entonces perteneciente a Barrundia, tenía contabilizada una población de 50 habitantes. Aparece descrito en el séptimo volumen del Diccionario geográfico-estadístico-histórico de España y sus posesiones de Ultramar de Pascual Madoz con las siguientes palabras:

DALLO: l. de la herm. y ayunt. de Barrundia (á Audicana 1/2 leg.), en la prov. de Alava, part. jud. de Vitoira (3), c. g. de las Provincias Vascongadas, aud. terr. de Búrgos (23), dióc. de Calahorra (14), vic. de Salvatierra. sit. entre varias colinas poco elevadas que lo rodean por N., E. y O., teniendo al S. una hermosa vega que baña el r. Zadorra: su clima es frio, el viento reinante N., y las enfermedades mas comunes pulmonías: tiene 14 casas, un magnífico edificio recientemente construido y pegante á la igl. para que habite cómodamente el cura; 1 parr. (San Pedro), servida por un cura beneficiado con título de perpétuo de presentacion del diocesano y por un sacristan del nombramiento del cabildo, y una fuente de aguas muy buenas, que sirven para beber y demas usos domésticos. Confina el térm. N. Heredia; E. Audicana; S. Arrieta, y O. Salvatierra; lo cruza y fertiliza, como hemos dicho el Zadorra. El terreno es de buena calidad: camino uno carretil, que viniendo de Audicana conduce á Vitoria; mas en invierno se pone intransitable. Se recibe el correo de la estafeta de Salvatierra, donde el martes recogen las cartas los vecinos que van al mercado. prod. trigo, maiz, habas, avena, yeros, alholba, cebada, patatas y mijo: hay ganado lanar, caballar y vacuno, caza de codornices, perdices y liebres, y pesca de anguilas y barbos. La ind. consiste en la agricultura y el comercio en la venta de carneros y grano sobrante. pobl. 14 vec., 50 alm. contr.: con su ayunt. (V.)
(Madoz, 1847, p. 354)

En 2022, la entidad singular de población tenía empadronados diecinueve habitantes y el núcleo de población, diecisiete.

## Demografía
| Gráfica de evolución demográfica de Dallo entre 2000 y 2017 |
|                                                             |
| Población de derecho según los censos de población del INE. |

## Cultura

### Patrimonio material

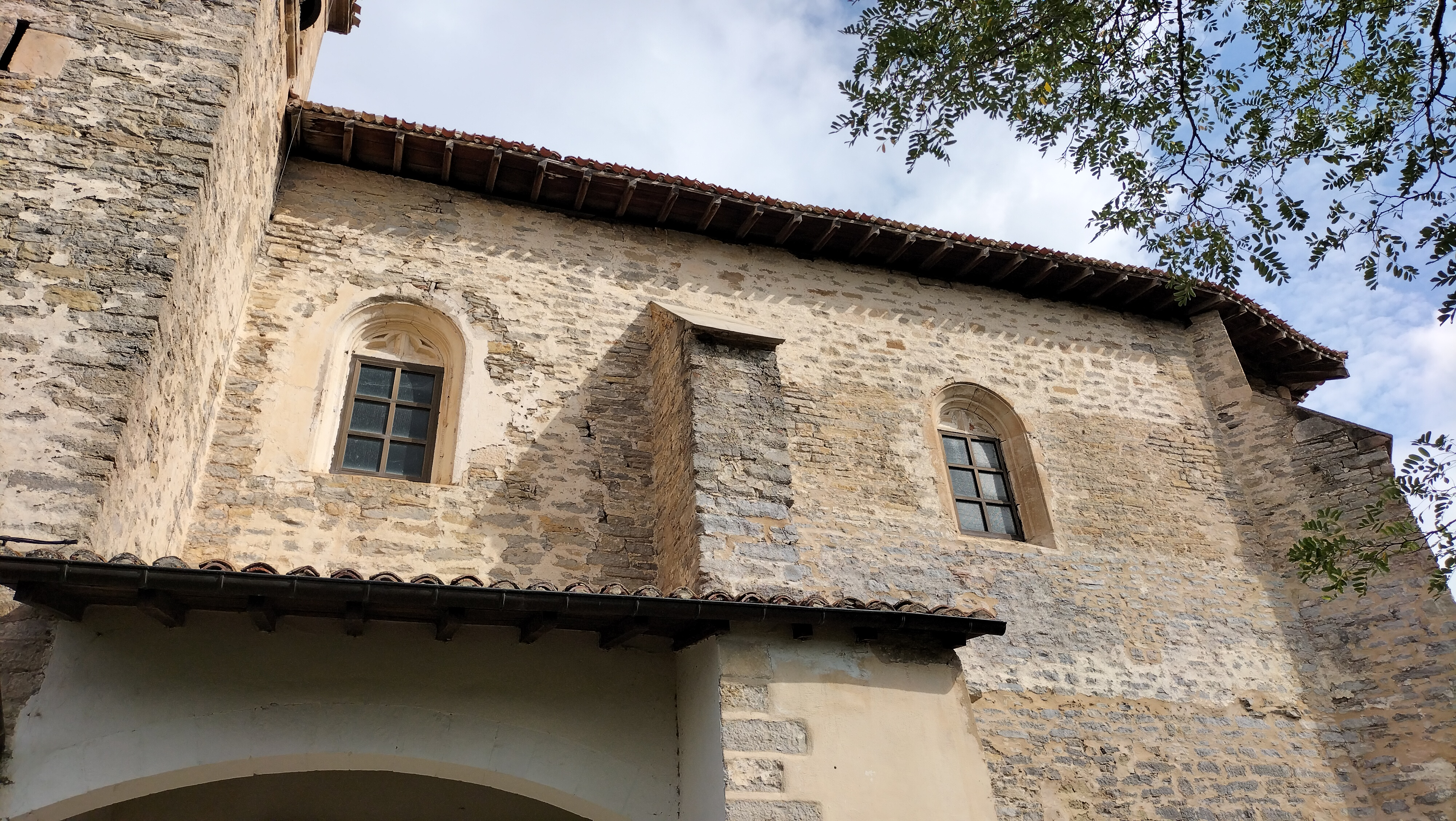
Iglesia de San Pedro

- Iglesia de San PedroIglesia de San Pedro. Es obra del siglo XVI fabricada en mampostería. Planta rectangular con nave repartida en dos tramos. Con menor dimensión que la nave en anchura y profundidad, la cabecera recta se cubre con bóveda nervada, apeada sobre repisas dispuestas sobre capiteles y decoradas con estrías y volutas. La sencilla portada del templo está compuesta en arco sin molduras. El baptisterio, también del XVI, está cubierto con bóveda nervada y cerrado con una reja neoclásica de hierro. El interesante retablo mayor es de época romanista en transición al barroco (mediados del siglo XVII) y aloja un  buen sagrario de dos cuerpos apeados en basamento con decoración geométrica. Los retablos laterales son de la misma fecha y similar factura. La torre de la iglesia, en el ángulo sudoeste, es de planta cuadrangular y está cubierta a cuatro aguas.[7][8][9]
- Crucero de Cruzoste. Del siglo XVI, está situado al noroeste del pueblo. En 2024 se encuentra en proceso de restauración.[10]

### Patrimonio inmaterial

#### Festividades
Las fiestas de Dallo se celebran el 29 de junio (San Pedro y San Pablo). 